# Adorazione dei pastori (Mazzolino)
L'Adorazione dei pastori è un dipinto a olio su tavola (79,5x60,5 cm) di Ludovico Mazzolino, databile al 1520-1524 circa e conservato negli Uffizi di Firenze.

## Storia e descrizione
Un'elaborata abitazione fa da sfondo e capannuccia alla scena della Natività, impostata, secondo i canoni tipici dell'artista, su due piani: un primo piano affollato di figure (la Madonna, Giuseppe, gli angeli e i pastori che accerchiano il Bambino poggiato a terra) e uno sfondo architettonico popolato da figure, tra cui l'uomo che si affaccia da una finestra e i due colombi. Più in alto corona il tutto una visione angelica luminosa, con creature celesti che indicano le tavole della Legge).
Gesù, per legare i vari gruppi di figure, fa un gesto ginnico sollevandosi su un braccio e indicando in alto, non senza stupire i pastori accorsi, che ne riconoscono così la natura divina.
Numerose influenze formali si riscontrano nell'opera, dai ferraresi del Quattrocento, all'esempio di Amico Aspertini. Le figure appaiono delicate e sospese, rese con effetti lineari di derivazione nordica. Gesti e sguardi le concatenano, sebbene l'effetto sia pacato, con un'attenzione alla naturalezza di derivazione lombarda.
Sullo sfondo si scorge un fiabesco paesaggio di montagna, con una città munita di un possente torrione circolare.
Alcuni motivi si ritrovano in altre opere dell'artista: l'uomo che si affaccia e i colombi nell'Adorazione dei Magi della Galleria Borghese, la gloria di angeli nella Natività a Sarasota.